# Чепорово
Чепорово — деревня Ростовского района Ярославской области, входит в состав сельского поселения Петровское. 

## География
Расположено близ берега реки Сара в 17 км на запад от посёлка Петровское и в 39 км на юго-запад от Ростова.

## История
В конце XIX — начале XX деревня входила в состав Дубровской волости Ростовского уезда Ярославской губернии. В 1885 году в селе было 33 дворов.
С 1929 года деревня являлась центром Чепоровского сельсовета Ростовского района, в 1935 — 1959 годах — в составе Петровского района, с 1954 года — центр Фатьяновского сельсовета (сельского округа), с 2005 года — в составе сельского поселения Петровское.

## Население
| 1859 | 2007 | 2010 |
| ---- | ---- | ---- |
| 191  | ↘141 | ↘122 |

## Инфраструктура
В деревне имеются Чепоровская основная общеобразовательная школа (открыта в 1988 году), дом культуры, отделение почтовой связи, мемориал Воинам, погибшим в годы Великой Отечественной войны, магазин смешанных товаров.

## Общественный транспорт
Чепорово обслуживается автобусным маршрутом № 139 Ростов Великий — Петровское.